# Гандельсман, Юрий Борисович
Юрий Борисович Гандельсман (род. 1951, Ташкент) — советский, израильский и американский альтист, педагог.

## Биография
Родился в Ташкенте в семье инженеров Бориса Марковича Гандельсмана (1920—1989) и Ады Александровны Журбиной (1920—2013). Отец — уроженец Сновска, участник Великой Отечественной войны, старший инженер-лейтенант. В 1966 году переехал с родителями в Сумы. Учился в ГМПИ им. Гнесиных у Генриха Талаляна и Валентина Берлинского. ==
С 1974 года выступал в составе Московского филармонического оркестра под управлением Кирилла Кондрашина. С 1980 года был концертмейстером группы альтов и солистом в ансамбле «Виртуозы Москвы» под руководством Владимира Спивакова.
С 1990 года — в Израиле, играл в Израильском филармоническом оркестре под управлением Зубина Меты (Principal Viola). До 2001 года — профессор по классу альта Академии музыки и танца имени Рубина в Tel Avive 
С 2001 года до 2008— в Fine Arts Quartet (Милуоки, Висконсин).2008-2020 Профессор по классу альта в Музыкальном колледже Мичиганского университета (Michigan State University College of Music).
Записал более 15 СД в составе квартета,и около 10 сольных дисков на Sony Classical,Lyrinx,ACV,
Naxos,Blue Griffin,Melodya
Альбом дуэта Юрия и Жанны Гандельсман (альт и фортепиано) «Russian Giants» (2017) вобрал в себя произведения Сергея Прокофьева, Дмитрия Шостаковича, Моисея Вайнберга и Игоря Стравинского.

## Семья
- Жена — Жанна Гандельсман, пианистка. 
  - Сын — американский скрипач Джонатан (Евгений Юрьевич) Гандельсман (Jonathan (Johnny) Gandelsman; род. 1978), солист проекта «Silk Road Project».
  - Дочь — Наташа Шер, израильская скрипачка, концертмейстер оркестра Camerata Jerusalem.
- Брат — композитор Александр Борисович Журбин (его сын — нью-йоркский аранжировщик и альтист Лев (Ljova) Александрович Журбин, род. 1978).
- Двоюродный брат — поэт и переводчик Владимир Аркадьевич Гандельсман.

## Дискография
- Moscow Virtuosi. G. F. Handel, K. Stamitz, B. Britten, G. Bottesini. Грамзапись, 2004.
- Fine Arts Quartet. Schumann: String Quartets 1—3. Naxos, 2006.
- Bloch: Concertino. Atlas Camerata Orchestra. Naxos, 2007.
- Amati Chamber Orchestra. Mozart: Sinfonia Concertante. Brilliant Classics / Columns Classics, 2007.
- Brahms: Viola Sonatas. Schumann: Marchenbilder. Lyrinx, 2007.
- Fine Arts Quartet. Mozart: String Quintets. Lyrinx, 2009.
- Yuri Gandelsman & Ralph Votapek. Paul Hindemith Retrospective: Viola Sonatas. Blue Griffin, 2012.
- Yuri Gandelsman (viola) and Janna Gandelsman (piano). Russian Giants: Prokofiev, Shostakovich, Weinberg and Stravinsky. Blue Griffin, 2017.
- Miroslav Hristov, Yuri Gandelsman, Vladimir Valjerevic. Chamber Music Of Bohuslav Martinu. Blue Griffin, 2017.